# Проституция в Непале
Проституция в Непале незаконна. Закон № 5 от 2064 года (2008) о торговле людьми и транспортировке криминализирует проституцию и получение дохода от неё, считая её за торговлю людьми. По оценкам ЮНЭЙДС, в стране насчитывается около 67 300 проституток.

## Законодательство
Хотя в Непале нет законов, конкретно криминализирующих секс-работу, в 1980-х годах торговля людей с целью продажи для секса были криминализированы.
В 1986 году в Непале был принят закон о борьбе с торговлей людьми, направленный на прекращение проституции. Однако этот акт, как и многие другие, оказался неэффективным.
В 2008 году закон о торговле людьми вносит проституцию в перечень уголовно наказуемых деяний.

## Причины популярности
Для многих секс-индустрия — единственный способ выжить. Сегодня среди бедных развивающихся стран Юго-Восточной Азии Непал остается одной из самых бедных стран. Исследования показывают, что около 38% населения Непала живёт менее чем на 1 доллар США в день, а 82% — менее чем на 2. Финансовые проблемы являются причиной того, почему многие люди, включая как цисгендерных, так и трансгендерных мужчин и женщин, уходят в секс-индустрию.

## Последствия
Секс-работники подвергаются множеству серьёзных рисков, в том числе: заболеваниям, передающимся половым путем, снижению безопасности и потере прав человека. Распространённость ВИЧ среди секс-работников оценивается в 4,2% по сравнению с 0,1% среди всего населения.

## Секс-торговля
Непал является страной происхождения и транзита женщин и детей, ставших жертвами торговли людьми в целях сексуальной эксплуатации. Их продают в Индии, на Ближнем Востоке, в Азии и странах Африки к югу от Сахары. Сообщается, что некоторые правительственные чиновники берут взятки за включение ложной информации. Торговцы людьми всё чаще используют социальные сети и мобильные технологии, чтобы заманивать и обманывать своих жертв.
Управление Государственного департамента США по мониторингу и борьбе с торговлей людьми оценивает Непал как страну «уровня 2».